# Band-Aid

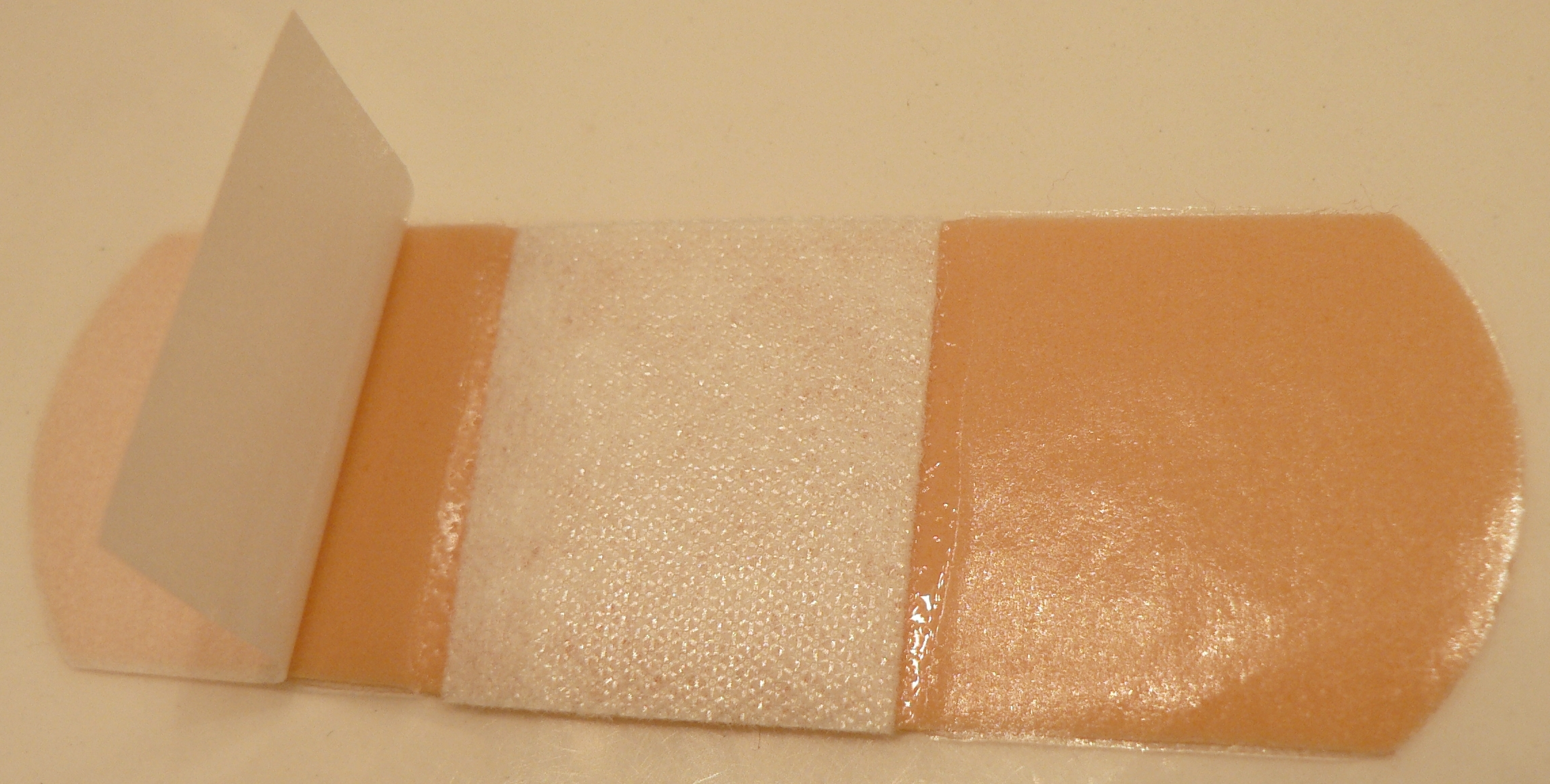
Um close-up de um band-aid aberto

Bandeide (português brasileiro) ou penso rápido (português europeu) (em inglês:  Band-Aid) é uma marca de bandagens adesivas distribuídas pela empresa americana farmacêutica e de dispositivos médicos Johnson & Johnson. Inventada em 1920, a marca tornou-se um termo genérico para bandagens adesivas em países como Estados Unidos, Canadá, Austrália, Filipinas e outros.

## História
O Band-Aid foi inventado em 1920 por um funcionário da Johnson & Johnson, Earle Dickson, em Highland Park, Nova Jérsia, para sua esposa Josephine, que frequentemente se cortava e se queimava enquanto cozinhava. O protótipo permitiu que ela curasse suas feridas sem assistência. Dickson passou a ideia para seu empregador, que passou a produzir e comercializar o produto como Band-Aid. Dickson teve uma carreira de sucesso na Johnson & Johnson, chegando a vice-presidente antes de sua aposentadoria em 1957.
Os Band-Aids originais eram feitos à mão e não eram muito populares. Em 1924, a Johnson & Johnson introduziu band-aids feitos à máquina e começou a venda de band-aids esterilizados em 1939.
Em 1951, foram introduzidos os primeiros band-aids decorativos. Eles continuam a ser um sucesso comercial, com temas como Mickey Mouse, Pato Donald, Superman, Homem-Aranha, Rocket Power, Rugrats, smiley faces, Barbie, Dora the Explorer, Elmo e Batman.
Na Segunda Guerra Mundial, milhões foram enviados para o exterior, ajudando a popularizar o produto. Desde então, a Johnson & Johnson estimou uma venda de mais de cem bilhões de band-aids em todo o mundo.

## Status de marca registrada
Band-Aid tornou-se, com o tempo, um exemplo bem conhecido de marca genérica nos Estados Unidos, Canadá e América do Sul, mas a Johnson & Johnson registrou Band-Aid como marca registrada no Registro Principal no Escritório de Patentes e Marcas Registradas dos Estados Unidos e o registro é válido e legal. A Johnson & Johnson continua a defender a marca Band-Aid contra a sua generalização.